# 보드 게임 카페

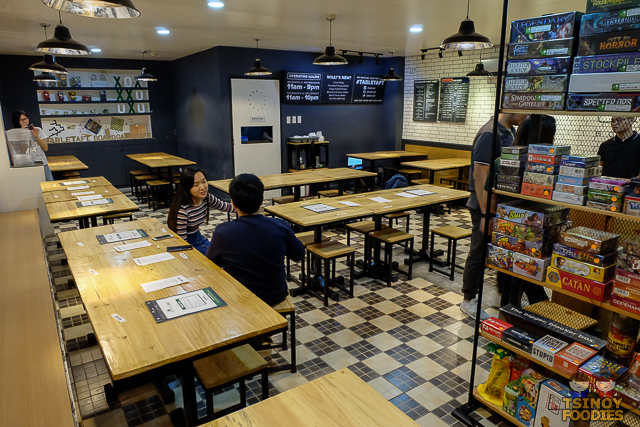
마닐라의 한 보드 게임 카페

보드 게임 카페(Board game café)는 손님들이 음식과 음료를 제공받으며 보드 게임과 카드 게임을 하는 일종의 카페이다. 고객은 일반적으로 입장료를 지불하거나 테이블을 대여하여 대규모 게임 라이브러리에 액세스하고 직원의 게임 방법 지침을 받는다. 많은 보드 게임 카페에서도 게임을 판매하고 있다.

## 역사
보드 게임 카페는 대한민국에서 시작된 것으로 보인다. 2004년 서울특별시에는 보드 게임 카페가 130개 있었다. 그 뒤를 이어 동아시아의 다른 많은 대도시가 뒤따랐고, 2012년까지 베이징에는 200개 이상의 카페가 있는 것으로 추산된다. 이들 카페 중 상당수는 24시간 동안 게임을 즐길 수 있고 직원의 안내를 받을 수 있으며 약 30위안(yuan)의 무료 음료를 제공한다.
미국 최초의 보드 게임 카페는 아니지만, 2010년에 설립된 토론토의 스네이크스 앤드 라테스(Snakes and Lattes)는 보드 게임 카페에 대한 아이디어를 도시와 서구 세계의 다양한 기업가들에게 전파한 것으로 종종 평가된다. 여기에는 런던의 드래프츠(Drafts), 옥스퍼드의 서스티 미플스(Thirsty Meeples), 클리블랜드의 테이블콥 보드 게임 카페(Tabletop Board Game Café), 오클라호마의 루트 앤드 XP(Loot & XP), 프린스 에드워드 아일랜드의 스몰 프린트(Small Print), 시카고의 보너스 라운드 게임스(Bonus Round Games)가 포함된다. 스네이크스 앤드 라테스의 비즈니스 모델은 이러한 카페 중 다수에서 복제되었다. 2016년에는 미국에서만 5,000개가 넘는 보드게임 카페가 문을 열었다.

## 같이 보기
- 애견 카페
- 고양이 카페